# Isao Kimura
Isao Kimura (木村 功?, Kimura Isao; Hiroshima, 22 luglio 1923 – Tokyo, 4 giugno 1981) è stato un attore giapponese.

## Biografia
Ha recitato in diversi film di Akira Kurosawa, il primo dei quali fu Cane randagio (1949), in cui impersonò il criminale Yusa. Il suo ruolo più noto è comunque quello del giovane Katsushiro ne I sette samurai (1954).
È morto di cancro all'esofago nel 1981, a 58 anni.

## Filmografia parziale
- Cane randagio (1949)
- I sette samurai (1954)
- Anatomia di un rapimento (1963)

## Doppiatori italiani
- Sergio Tedesco in I sette samurai
- Ferruccio Amendola in Anatomia di un rapimento